# Mia Zapata
Mia Katherine Zapata, född 25 augusti 1965, död 7 juli 1993 (mördad), var leadsångaren i punk-bandet The Gits. 

## Biografi
Zapata växte upp i staden Louisville i Kentucky, USA, där hon lärde sig att sjunga och spela gitarr. Zapata intresserade sig tidigt för punkmusiken men lät sig också influeras av artister som Bessie Smith, Billie Holiday, Jimmy Reed, Ray Charles, Hank Williams och Sam Cooke.

## Karriär
1989 flyttade Zapata, tillsammans med resten av bandet till Seattle. De släppte ett flertal singlar mellan 1990 och 1991 som alla fick gott mottagande. 1992 släppte de sitt debutalbum, Frenching the Bully, vilket även det fick bra recensioner. 1993 började de arbeta på sitt andra album, The Conquering Chicken.

## Död
Vid tvåtiden på morgonen den 7 juli 1993 lämnade Zapata baren Comet Tavern i Seattle. På vägen hem tittade hon in hos en vän som bodde bara ett kvarter från baren. När hon lämnade vännens hem, gick hon ett par kvarter västerut. Där blev hon överfallen, våldtagen och mördad.
En man uppgav senare att han hade hört ett skrik vid tretiden. Zapatas kropp hittades kl 3:30 av en förbipasserande kvinna. När Zapatas kropp hittades låg hon med armarna utsträckta likt ett krucifix, vilket ledde till teorier om att mordet skulle vara kultrelaterat. Rättsmedicinska protokollen påvisade död genom strypning, men att även de slag hon fått skulle ha orsakat dödsfall.
De dröjde tio år innan man genom DNA-analys hittade mördaren. Man kunde då gripa en fiskare vid namn Jesus Mezquia, genom att hans saliv återfanns på Zapatas kropp.
Mezquia, som bodde bara tre kvarter från brottsplatsen, då mordet skedde, hade sedan tidigare en lång historia av kvinnovåld bakom sig. Mezquia fälldes för mordet den 25 mars 2004 och fick 36 års fängelse. Själv hävdar han fortfarande att han är oskyldig.
Zapata var 27 år när hon dog, varför hon kvalificerar för 27 Club.